# Peter C. Schenk
Peter Cornelius Schenk (* 25. November 1928 in Schwäbisch Gmünd; † 22. Juni 2020) war ein deutscher Architekt und Hochschullehrer.

## Leben
Schenk absolvierte ein Studium der Architektur an der Technischen Hochschule Stuttgart. 1955 erhielt er mit einer Arbeit bei Rolf Gutbrod den Grad eines Diplom-Ingenieurs. Danach war er Entwurfslehrer an der Kingston School of Art in England sowie Assistant Professor an der University of Washington, bevor er 1960 Professor für räumliches Gestalten an der Universität Stuttgart wurde. Die Professur hatte er bis 1993 inne. Von 1988 bis 1998 war er zudem Präsident der Architektenkammer Baden-Württemberg, danach Ehrenpräsident der Kammer. Als Präsident war er maßgeblich an der Verwirklichung des Hauses der Architekten in Stuttgart beteiligt.

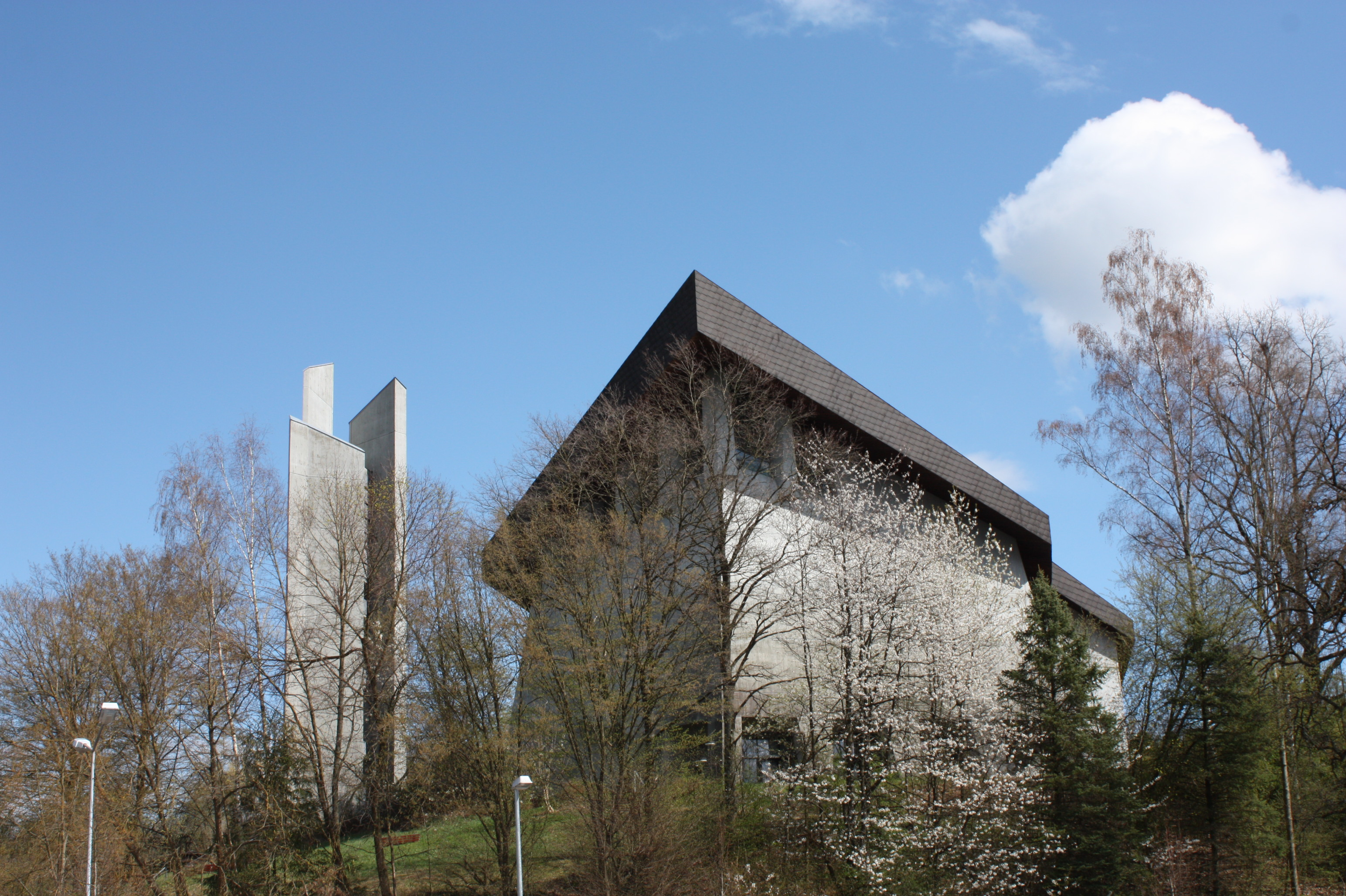
St. Michael, Schwäbisch Gmünd

Schenk war bekannt für sein Diktum „Machets, aber machets schee!“ (Macht es, aber macht es schön!) sowie für seine Vorliebe für rote Accessoires. Das einzige Kirchengebäude, das er entwarf, die katholische Pfarrkirche St. Michael in der Weststadt von Schwäbisch Gmünd, wurde 1968 fertiggestellt und steht seit 2016 unter Denkmalschutz.
Schenks Grab befindet sich auf dem St. Leonhardsfriedhof in Schwäbisch Gmünd.